# Enner Valencia
Artikeln följer den spanska namnseden; faderns efternamn är Valencia och moderns efternamn Lastra.
Enner Remberto Valencia Lastra, född 4 november 1989, är en ecuadoriansk fotbollsspelare som spelar för brasilianska Internacional.

## Klubbkarriär
Den 13 juli 2017 värvades Valencia av mexikanska Tigres UANL. Den 28 augusti 2020 värvades Valencia av turkiska Fenerbahçe, där han skrev på ett treårskontrakt.
Den 12 juni 2023 värvades Valencia av brasilianska Internacional, där han skrev på ett treårskontrakt.

## Landslagskarriär
Valencia debuterade för Ecuadors landslag den 29 februari 2012 mot Honduras. Han var uttagen i Ecuadors trupp vid fotbolls-VM 2014. Där gjorde han tre mål.